# Giải bóng đá hạng ba quốc gia Cộng hòa Síp 1979–80
Giải bóng đá hạng ba quốc gia Cộng hòa Síp 1979–80 là mùa giải thứ 9 của giải bóng đá hạng ba Cộng hòa Síp. Iraklis Gerolakkou giành danh hiệu thứ 2.

## Thể thức thi đấu
Có 12 đội bóng tham gia Giải bóng đá hạng ba quốc gia Cộng hòa Síp 1979–80. Tất cả các đội thi đấu với nhau hai lần, một ở sân nhà và một ở sân khách. Đội bóng nhiều điểm nhất vào cuối mùa giải sẽ là đội vô địch. Đội đầu bảng sẽ lên chơi ở Giải bóng đá hạng nhì quốc gia Cộng hòa Síp 1980–81.

### Hệ thống điểm
Các đội bóng nhận được 2 điểm cho một trận thắng, 1 điểm cho một trận hòa và 0 điểm cho một trận thua.

## Bảng xếp hạng
| Vị thứ | Đội bóng                  | St. | T. | H. | B. | BT. | BB. | BT. | Đ  | Ghi chú                                                                 |
| ------ | ------------------------- | --- | -- | -- | -- | --- | --- | --- | -- | ----------------------------------------------------------------------- |
| 1      | Iraklis Gerolakkou        | 22  |    |    |    | 64  | 19  | +45 | 37 | Vô địch-Thăng hạng Giải bóng đá hạng nhì quốc gia Cộng hòa Síp 1980–81. |
| 2      | ENTHOI Lakatamia FC       | 22  |    |    |    | 61  | 13  | +48 | 36 |                                                                         |
| 3      | Kentro Neotitas Maroniton | 22  |    |    |    | 57  | 23  | +34 | 30 |                                                                         |
| 4      | AEK Kythreas              | 22  |    |    |    | 40  | 34  | +6  | 29 |                                                                         |
| 5      | Anagennisi Deryneia FC    | 22  |    |    |    | 39  | 30  | +9  | 27 |                                                                         |
| 6      | Digenis Akritas Ipsona    | 22  |    |    |    | 31  | 24  | +7  | 24 |                                                                         |
| 7      | Vị thứeidon Larnacas      | 22  |    |    |    | 25  | 43  | -18 | 19 |                                                                         |
| 8      | ENAD Ayiou Dometiou FC    | 22  |    |    |    | 28  | 49  | -21 | 16 |                                                                         |
| 9      | AEK Ammochostos           | 22  |    |    |    | 26  | 44  | -18 | 14 |                                                                         |
| 10     | Olimpiada Neapolis FC     | 22  |    |    |    | 21  | 45  | -24 | 13 |                                                                         |
| 11     | Doxa Katokopias FC        | 22  |    |    |    | 23  | 55  | -32 | 12 |                                                                         |
| 12     | Faros Acropoleos          | 22  |    |    |    | 16  | 61  | -45 | 7  |                                                                         |

Hệ thống điểm: Thắng=2 điểm, Hòa=1 điểm, Thua=0 điểm
Luật xếp hạng: 1) Điểm, 2) Hiệu số, 3) Bàn thắng